# Mary Callery
Mary Callery   (Nova York, 19 de juny de 1903 - París, 12 de febrer de 1977) fou una artista i col·leccionista estatunidenca coneguda per la seva escultura expressionista moderna i abstracte. Va formar part de l'escola del moviment d'art de Nova York les dècades de 1940s, 1950s i 1960s.
Es diu que "va teixir figures lineals d'acròbates i ballarins, tan esveltes com els espaguetis i flexibles com la goma de l'Índia, en formes calades de bronze i acer. Amiga de Picasso, va ser una de les que va portar la bona paraula del modernisme francès a Amèrica al començament de la Segona Guerra Mundial".

## Biografia
Va néixer a la Ciutat de Nova York pero va créixer a Pittsburgh, Pennsilvània. Filla de Julia Welch i James Dawson Callery, el President del Diamond National Bank i de la Pittsburgh Railways Company, va estudiar a l'Art Students League of New York (1921–1925) amb Edward McCartan. El 1939 es va traslladar a París i va treballar a França fins al 1940, on va conèixer Pablo Picasso, Henri Matisse, Fernand Léger, Alexander Calder i Aristides Maillol; i on va desenvolupar els seus talents com a escultora moderna, estudiant amb l'escultor d'origen rus, Jacques Loutchansky. Quan Alemanya va ocupar Paris durant Segona Guerra Mundial, va retornar als Estats Units amb "més Picassos que qualsevol a Amèrica" segons Alfred Barr del Museu d'Art Modern de Nova York.Després de retornar a Nova York, va jugar una funció instrumental en el desenvolupament i creixement d'ULAE (Universal Limited Art Editions, Inc.). És creu que Mary Callery fou la primera artista en imprimir feina original a la ULAE, Sons of Morning, el 1955. La segona edició del paper de Callery, Variations on a Theme of “Callery-Léger”, va ser imprès en l'anomenat “Callery gray” que va ser utilitzat per la Sra. Grosman per les primeres etiquetes impreses de l'estudi, i segueix sent la marca comercial que fa servir ULAE en l'actualitat.
L'arquitecte Philip Johnson, a qui va conèixer a París, fou un amic proper que li va presentar actors principals del món dels negocis i l'art dins Nova York, com Nelson i Abby Rockefeller. Wallace Harrison, qui juntament amb Johnson, era responsable del disseny del Lincoln Center, li va encarregar la seva feina més coneguda, una escultura per la part superior de l'arc de prosceni a la Metropolitan Opera House, descrita com "un conjunt sense títol de formes de bronze creant un ram d'arabescs esculpits". La obra és coneguda com "The Car Wreck" i com "Spaghetti Spoon in Congrés with Plumbers Strap".
Va ser representada pels comerciants d'art M. Knoedler & Co. i la Galeria de Curt Valentin, i va exhibir en més de vint exposicions individuals i col·lectives. Va conèixer a Georgia O'Keeffe i el 1945 va fer una escultura del seu cap.
El 1945, va ser convidada per participar en la facultat d'estiu d'Universitat de Black Mountain de Carolina del Nord, on va ensenyar al costat de Josef Albers, Robert Motherwell, Lyonel Feininger i Walter Gropius.

### Vida personal
El 1923, es va casar amb Frederic R. Coudert Jr., advocat (i membre futur del Congrés dels Estats Units). Van tenir una filla, Caroline, nascuda el 1926. Es va divorciar el 1930 i el 1931 es va casar amb l'industrial textil italià i col·leccionista de belles arts Carlo Frua de Angeli de qui també es va divorciar. Seguint el començament de la Segona Guerra Mundial, va tenir una relació romàntica amb l'arquitecte Mies van der Rohe qui li va dissenyar un estudi d'artista a Huntington, Long Island, Nova York.
En els seus darrers anys, Callery va mantenir estudis a Huntington i Paris, amb estades a Cadaqués. Va arribar per primera vegada a Cadaqués, a traves d'Alexina Sattler (Tenny), escultora americana parella de Marcel Duchamp, on va comprar dos cases: una, que feia servir com a estudi, a la placeta Duchamp i l'altre al carrer de l'Embut n.8, que li servia de casa. El 1962 va encarregar la reforma de les cases al l'estudi del seu amic Peter Harnden i Lanfranco Bombelli. Va morir el 12 de febrer de 1977 a l'Hospital americà de Paris, on fou incinerada pero va ser enterrada a Cadaqués, a la part del cementiri que es coneix com a cementiri dels estrangers. La seva casa de Cadaqués, va passar a la filla de Peter Harnden, Marina, la seva fillola, i la seva col·lecció d'art a la seva neboda la baronesa Marcella Korff que el 2009 va ser subhastada a Christie's de París.